# Calea huigrensis
Calea huigrensis es una especie de planta fanerógama de la familia Asteraceae. Es endémica de Ecuador.
Su hábitat son arbustales subtropical y tropical seco. Está amenazada por pérdida de hábitat.

## Descripción
Es un arbusto endémico de Ecuador, donde se conoce a partir de dos colecciones en una pequeña zona del valle del Río Chanchán, cerca de Huigra. El último registro de hace 80 años. No se sabe si se producen dentro de la red de áreas protegidas de Ecuador. Ningún ejemplar de esta especie se encuentra en museos ecuatorianos. La destrucción del hábitat es la única amenaza de la especie.

## Taxonomía
Calea huigrensis fue descrita por Sidney Fay Blake y publicado en Botanical Gazette 74: 426. 1922.
Etimología
Calea: nombre genérico
huigrensis: epíteto geográfico que alude a su localización en Huigra en la Provincia de Chimborazo.